# Sumbal
Sumbal là một thị xã và là nơi đặt ủy ban khu vực quy hoạch (notified area committee) của quận Baramula thuộc bang Jammu và Kashmir, Ấn Độ.

## Địa lý
Sumbal có vị trí 34°14′B 74°38′Đ / 34,23°B 74,63°Đ Nó có độ cao trung bình là 1557 mét (5108 feet).

## Nhân khẩu
Theo điều tra dân số năm 2001 của Ấn Độ, Sumbal có dân số 10.737 người. Phái nam chiếm 51% tổng số dân và phái nữ chiếm 49%. Sumbal có tỷ lệ 29% biết đọc biết viết, thấp hơn tỷ lệ trung bình toàn quốc là 59,5%: tỷ lệ cho phái nam là 39%, và tỷ lệ cho phái nữ là 18%. Tại Sumbal, 13% dân số nhỏ hơn 6 tuổi.